# Bradyseïsme

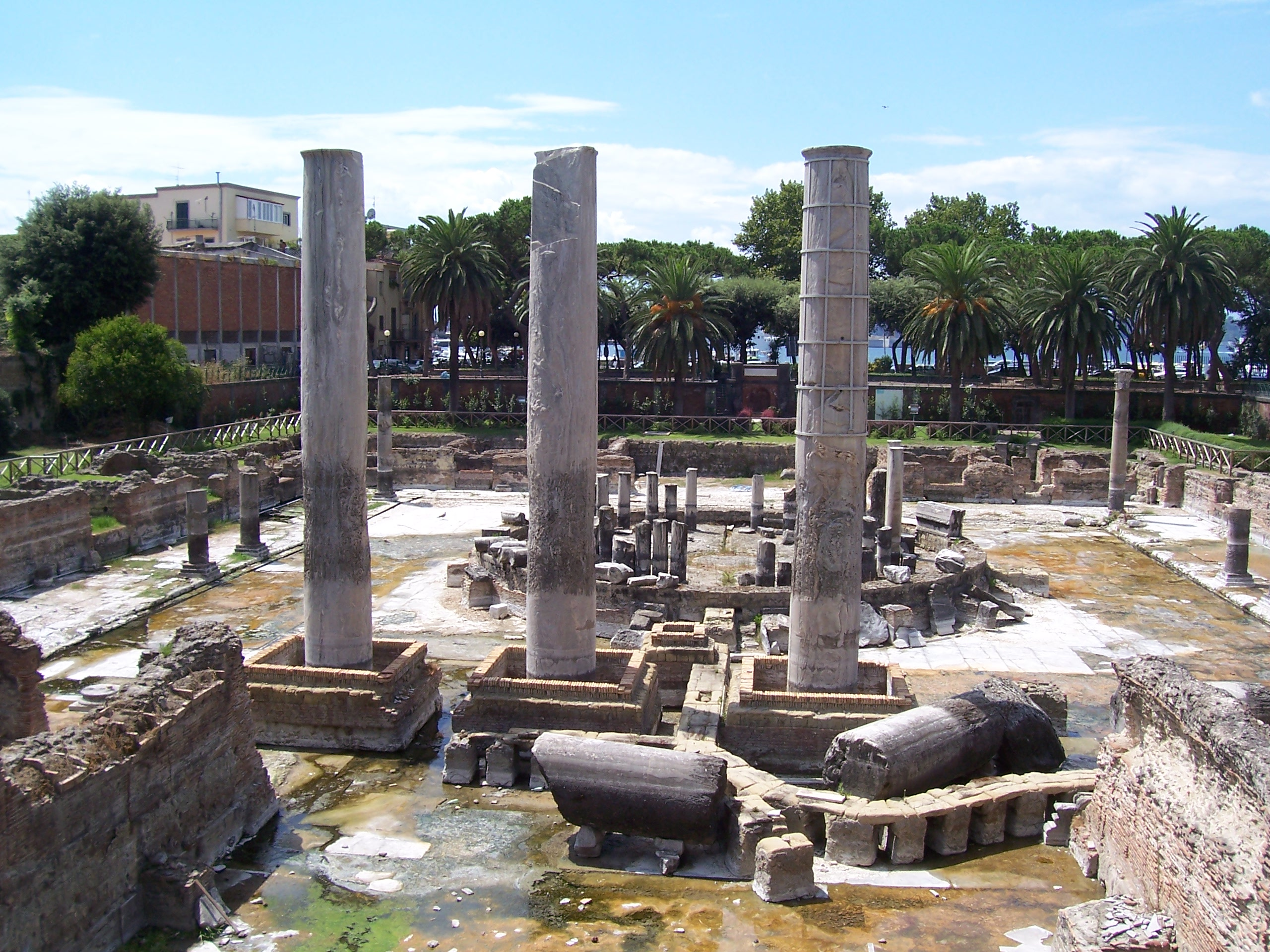
Op het Macellum van Pozzuoli was het effect van bradyseïsme duidelijk aanwezig

Bradyseïsme is de geleidelijke verhoging (positief bradyseïsme) of verlaging (negatief bradyseïsme) van een deel van het aardoppervlak. Het verschijnsel wordt veroorzaakt door het vullen of leeglopen van een ondergrondse magmakamer. Dit kan duizenden jaren duren en het gaat meestal gepaard met duizenden kleine en soms grotere aardschokken. In sommige gevallen kan er zelfs een vulkaanuitbarsting volgen.
Het woord is afgeleid van de oude Griekse woorden "bradus", dat langzaam betekent, en "seïsme" dat beweging betekent. Het woord werd in 1883 voorgesteld door Arturo Issel.